# 伊藤助太夫

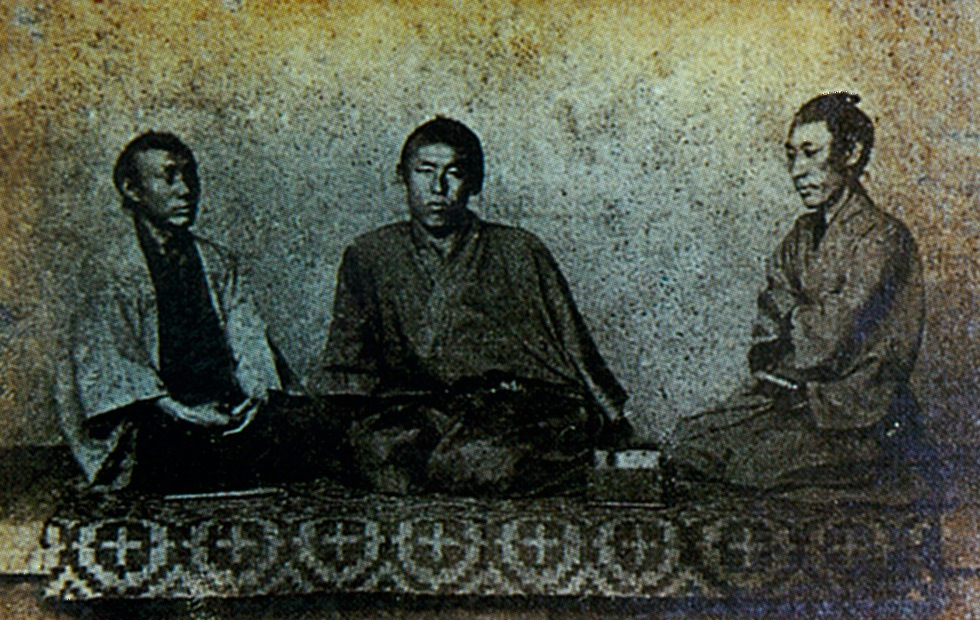
左：伊藤家使用人、中央：坂本龍馬、右：伊藤助太夫

伊藤 助太夫（いとう すけだゆう、天保元年（1830年） - 明治5年11月19日（1872年12月19日））は、幕末から明治にかけての下関の豪商。別名、九三（きゅうぞう）。

## 概要
長府藩赤間関の大年寄であり、大名に宿舎を提供する東の本陣伊藤家の当主であった。諱は盛正、号は自然居士、静斎。
下関を代表する豪商であり、幕末の攘夷志士らを様々な側面から支援した。特に志士の代表とも言える坂本龍馬との関係は深いものであった。伊藤邸は慶応元年（1865年）の初対面以来、龍馬の止宿先であった。邸は広く、高杉晋作らが結成した奇兵隊も一時、邸内にある阿弥陀寺（赤間神宮）に本陣を移したこともある。
現存する龍馬が書いた手紙のうち、助太夫宛の手紙が2番目に多い（14通）ことからも龍馬との関係が深かったことが覗える。龍馬が構想していた土佐商会の馬関交易に関与、また名前を助太夫から九三に変えたのも龍馬の勧めからであった。
龍馬は慶応3年2月10日（1867年3月15日）、妻のお龍とともに下関を訪れ、伊藤邸の一室である「自然堂」を借り受ける。彼が号を自然堂と称したのは、ここから来ている。
43歳で病死。墓は下関の空月庵と名づけられた伊藤家墓所にある。

## 登場作品
テレビドラマ
- 『龍馬伝』（2010年、NHK大河ドラマ 演：矢嶋俊作）